# 拜星教
拜星教（阿拉伯文: صابئة）是一種古代中東宗教，在《可蘭經》中被三次以有經者的身份提及。它是一種與諾斯底主義、赫耳墨斯主义及亞伯拉罕諸教淵源甚深的一神教。
拜星教徒尊崇施洗約翰，但否認耶穌、亞伯拉罕和摩西是先知。
有人认为，《可蘭經》中提到的拜星教就是现在的曼达安教。